# Brychionoe karenae
Brychionoe karenae är en ringmaskart som beskrevs av Sylvanus Charles Thorp Hanley och Burke 1991. Brychionoe karenae ingår i släktet Brychionoe och familjen Polynoidae. Inga underarter finns listade i Catalogue of Life.